# Прилепы (Липецкая область)
Прилепы — деревня в Измалковском районе Липецкой области.
Входит в состав Васильевского сельского поселения.

## География
Прилепы находится северо-западнее деревни Лутовиновка на левом берегу реки Семенёк.
Через деревню проходит просёлочная дорога, имеется одна улица — Сиреневая.

## Население
| 2010 |
| ---- |
| 56   |